# Radio Nostalgie
«Radio Nostalgie» («Ностальжі́») — українська недержавна радіомовна мережа, чиї програми виходять у Києві та Львові. Музичний формат: Естрада (80-ті/90-ті роки). Радіостанція розпочала мовлення 1 травня 2000 року.

## Історія
Radio Nostalgie розпочало мовлення 1 травня 2000 року. З форматом «Естради (80/90 років)».
Станом на 2021 рік мажоритарною власницею (75%) компанії є донька народного депутата Юрія Бойка Ярослава Назарова.

## Міста мовлення
- Івано-Франківськ — 95.1 FM
- Київ — 99.0 FM
- Львів — 97.0 FM[1]